# Josep Soler i Vidal
Josep Soler i Vidal (Sant Martí de Provençals, Barcelona, 2 d'abril 1908 - Gavà, 12 de desembre de 1999) fou un polític i historiador català.

## Biografia
Es formà a l'Ateneu Enciclopèdic Popular i als Estudis Universitaris Catalans. Fou cofundador del Partit Comunista Català (1928), que després s'integrà al Bloc Obrer i Camperol (1931), i col·laborà a la publicació orgànica L'Hora. Durant la proclamació de la República Catalana formà part de la guàrdia personal de Francesc Macià.
A diferència de la majoria de companys del BOC, no s'integrà al Partit Obrer d'Unificació Marxista (POUM) i el 1936 participà en la constitució del Partit Socialista Unificat de Catalunya (PSUC). Establert a Gavà des de 1933, donà suport a l'Aliança Obrera i els fets del sis d'octubre de 1934. Durant la guerra civil espanyola fou regidor de cultura i ensenyament a Gavà, on implantà l'Escola Nova Unificada.
Exiliat a Mèxic després de la guerra civil espanyola, treballà als tallers gràfics de la La Nación. A causa de la progressiva satel·lització del PSUC cap al Partit Comunista d'Espanya, s'apartà del partit i cofundà el Partit Socialista Català (1942), que donà suport al Consell Nacional de Catalunya (CNC). Dissoltes ambdues organitzacions després de la victòria aliada i la consolidació del franquisme, continuà l'activisme impulsant la Primera Conferència Nacional Catalana a Mèxic el 1953. També fou un dels fundadors el 1952 de la revista Pont Blau, de la que en fou secretari fins al 1957, i col·laborà a El Poble Català (Mèxic, 1941-1953). El 1965 tornà a Catalunya i s'establí a Gavà. Treballà per a l'editorial Montaner i Simon, i clandestinament, per a la Gran Enciclopèdia Catalana. El 1968 s'incorporà al Partit Socialista d'Alliberament Nacional (PSAN) i el 1977 col·laborà a l'Assemblea de Catalunya. A les eleccions generals espanyoles de 1979 formà part de les llistes del Bloc d'Esquerra d'Alliberament Nacional (BEAN). El 1980 abandonà el PSAN i ingressà a Nacionalistes d'Esquerra. El 1988 li fou atorgada la Creu de Sant Jordi.

## Obres
Història de Catalunya
- Pere Fages, descobridor, cronista i governador de la Nova Califòrnia. Edicions Catalanes de Mèxic. Mèxic, 1953.
- Pels camins d'Utopia. Club del Llibre Català. Mèxic, 1958. Reedició facsímil, Edicions de la Magrana. Col·lecció alliberament, núm. 20. Barcelona, 1986. Pròleg de Santiago Riera i Tuebols.
- Abdó Terrades. Primer apòstol de la democràcia catalana, 1812-1856. Edicions de la Magrana. Barcelona, 1983. Pròleg de Josep Termes.
- Catalans als orígens de San Francisco de Califòrnia. Editorial Dalmau. Col·lecció Episodis de la historia, núm. 269. Barcelona, 1988.

Edicions pòstumes
- California, la aventura catalana del noroeste. Libros del Umbral. Col·lecció El Tule. Traducció de Martí Soler. Investigació i paleografia dels documents de Martín Olmedo. Mèxic, 2001.
- Els March de l'Eramprunyà i llur branca valenciana. Libros del Umbral, Gavà, 2006.

Història local
- L'expansió dels cultius gavanencs i la rompuda de les marines. Col·lecció Brugués. Gavà, 1969. Premi Jacme March, 1968. Pròleg d'Antoni Tarrida.
- Plet de termes i pastures entre Gavà i Viladecans. Col·lecció Brugués. Gavà,1981. Introducció de Manuel Alonso.